# Ester Workel
Ester Workel (ur. 18 marca 1975 r. w Haaksbergen) – holenderska wioślarka.

## Osiągnięcia
- Mistrzostwa Świata – Lucerna 2001 – ósemka – 8. miejsce[1].
- Igrzyska Olimpijskie – Ateny 2004 – ósemka – 3. miejsce[1].
- Mistrzostwa Świata – Gifu 2005 – ósemka – 3. miejsce[1].
- Mistrzostwa Świata – Monachium 2007 – ósemka – 7. miejsce[1].
- Igrzyska Olimpijskie – Pekin 2008 – ósemka – 2. miejsce[1].